# إمارة آل الجبالي
إمارة آل الجبالي كانت كيانًا سياسيًا محليًا في شمال غرب ليبيا، ظهرت في القرن 17 واستمرت حتى بدايات القرن العشرين. تشكلت هذه الإمارة على أساس قبلي، واستقرت في منطقة تعرف بـ"ساحل الاحامد ، وهو موقع استراتيجي على ساحل البحر المتوسط، عرف بنشاطه التجاري والقبلي. 

## نفوذ أسرة الجبالي في الساحل الليبي والجبل الأخضر
أسرة الجبالي هي من الأسر العربية الخمسيه ذات النفوذ الواسع في تاريخ ليبيا، وخاصة في منطقة الجبل الأخضر ساحل الاحامد خلال المائة العاشرة والحادية عشرة الهجرية. كان لهذه الأسرة دور بارز في السيطرة على مناطق واسعة شملت مدنًا مثل سرت وبن جواد، كما أن أفرادها كانوا يُعرفون بلقب "سيد روحه"، وهو لقب يدل على مكانتهم الاجتماعية والقضائية في المجتمع المحلي.
كان عبد القادر بن عبد الله الجبالي من أبرز أفراد الأسرة، إذ كان يُشتكى إليه في النزاعات والخصومات بين القبائل والعرب في المنطقة، مما يؤكد دوره كقائد ووسيط مؤثر. وقد ورث أبناؤه هذا النفوذ واللقب، مما عزز مكانة الأسرة في السياسة والسلطة المحلية.
تعود أهمية هذه الأسرة إلى ارتباطها بالمناطق الجغرافية الحيوية على ساحل ليبيا، مثل ساحل حامد، الذي شكل بوابة اتصال بين مناطق الساحل والجبل، بالإضافة إلى تحكمهم في طرق التجارة القديمة التي كانت تمر عبر هذه المناطق، مما أتاح لهم فرصًا للنفوذ الاقتصادي والسياسي. 